# Zhongwei
Zhongwei (cinese: 中卫; pinyin: Zhōngwèi) è una città-prefettura della Cina nella regione autonoma del Ningxia.

## Suddivisioni amministrative
- Distretto di Shapotou
- Contea di Zhongning
- Contea di Haiyuan